# Arthur von Arbter
Arthur Ritter von Arbter, avstrijski general, * 22. september 1846, † 30. marec 1901.

## Življenjepis
Služil je v sestavi 9. poljskoartilerijskega polka in v sestavi Tehniškega vojaškega komiteja.

## Pregled vojaške kariere
Napredovanja
- generalmajor: 1. maj 1898 (z dnem 10. majem 1898)